# Římskokatolická farnost Halenkov
Římskokatolická farnost Halenkov je územní společenství římských katolíků s farním kostelem Povýšení svatého Kříže v děkanátu Vsetín. 

## Historie farnosti
Halenkov byl založen v roce 1654 Jiřím Illésházym, uherským šlechticem, který koupil roku 1652 vsetínské panství.

## Duchovní správci
Administrátorem je od února 2016 R. D. Mgr. Ján Rušin.

## Bohoslužby
Aktuální pořad bohoslužeb je dostupný na stránkách farnosti.

## Aktivity ve farnosti
Na území farnosti se pravidelně pořádá tříkrálová sbírka. V roce 2017 se při ní vybralo 101 094 korun.  O rok později činil výsledek sbírky 102 602 korun.
V srpnu 2017 ve farnosti udílel svátost biřmování arcibiskup Jan Graubner.